# Dircemella dircemoides
Dircemella dircemoides is een keversoort uit de familie bladkevers (Chrysomelidae). De wetenschappelijke naam van de soort werd in 1879 gepubliceerd door Edgar von Harold.